# November 2nd
November 2nd je česká hudební skupina.
Skupina vznikla roku 1995 v Hranicích. Styl skupiny: rock, alternativní rock, country.
V roce 2007 byla skupina na turné po Česku společně s americkou zpěvačkou a kytaristkou Janet Robin. Koncertujte také jako předkapela Suzanne Vega.
Roku 2023 vydala kapela po dvanácti letech svou čtvrtou desku November 2nd. Stala se albem roku cen Anděl.

## Členové
- Alexandra Langošová – zpěv, kytara
- Roman Helcl – kytara
- Petr Ptáček – bicí
- Tomáš Brožek – bicí
- Jakub Vejnar – basová kytara
- Vladimír Guma Kulhánek – basová kytara
- David Babka – kytara
- Jan Kořínek – klávesy

## Diskografie
- Midnight Desert (2002, Escape/EMI)

1. Morning Comes
2. Autumn
3. Tomcat Blues
4. I'm Going Home
5. Cut Up
6. Hermann's Characters
7. Find It
8. Border of Fire
9. Get No Sleep
10. Cat's Wisdom
11. Winter's Gone
12. OKD

- Little Miss Behavin' & the Troublemakers (2005, Escape/EMI)

1. Bitter Pill
2. One Day
3. Wind of the Blue
4. Vampire
5. Midnight Desert
6. Fire
7. Run
8. If
9. Who Do You Think You Are? (featuring Brad Stratton)
10. New Year

- Night Walk with Me (2011)
- November 2nd (2023)

## Další hudba
- Silný kafe (2004)
- Love Me Fender (2004)
- Soundczech 4 (2003)